# Swartzia glazioviana
Swartzia glazioviana är en ärtväxtart som först beskrevs av Paul Hermann Wilhelm Taubert och som fick sitt nu gällande namn av Auguste François Marie Glaziou.
Swartzia glazioviana ingår i släktet Swartzia och familjen ärtväxter. Inga underarter finns listade i Catalogue of Life.